# Huang Zhihong
Pour les articles homonymes, voir Huang et Zhihong.
Huang Zhihong, née le 7 mai 1965 à Lanxi (Zhejiang), est une ancienne athlète chinoise, pratiquant le lancer du poids. Elle a été vice-championne olympique et double championne du monde, devenant même la première asiatique championne du monde.

## Palmarès
| Année | Compétition                    | Lieu         | Résultat | Marque  |
| ----- | ------------------------------ | ------------ | -------- | ------- |
| 1986  | Jeux asiatiques                | Séoul        | 1re      | 17,51 m |
| 1988  | Jeux olympiques                | Séoul        | 8e       | 19,82 m |
| 1989  | Championnats du monde en salle | Budapest     | 2e       | 20,25 m |
| 1989  | Championnats d’Asie            | New Delhi    | 1re      | 19,69 m |
| 1989  | Coupe du monde                 | Barcelone    | 1re      | 20,73 m |
| 1990  | Goodwill Games                 | Seattle      | 2e       | 20,50 m |
| 1990  | Jeux asiatiques                | Pékin        | 2e       | 20,46 m |
| 1991  | Championnats du monde en salle | Séville      | 2e       | 20,33 m |
| 1991  | Championnats d’Asie            | Kuala Lumpur | 1re      | 17,51 m |
| 1991  | Championnats du monde          | Tokyo        | 1re      | 20,83 m |
| 1992  | Jeux olympiques                | Barcelone    | 2e       | 20,47 m |
| 1993  | Championnats du monde          | Stuttgart    | 1re      | 20,57 m |
| 1995  | Championnats du monde          | Göteborg     | 2e       | 20,04 m |
| 1995  | Finale mondiale                | Monaco       | 3e       | 19,94 m |
| 1997  | Championnats du monde en salle | Paris        | 5e       | 18,67 m |
| 1997  | Championnats du monde          | Athènes      | 4e       | 19,15 m |

## Records
| Épreuve         | Performance | Lieu  | Date         |
| --------------- | ----------- | ----- | ------------ |
| Lancer du poids | 21,52 m     | Pékin | 27 juin 1990 |

| Épreuve         | Performance | Lieu    | Date         |
| --------------- | ----------- | ------- | ------------ |
| Lancer du poids | 20,33 m     | Séville | 10 mars 1991 |